# Rodney Dangerfield
Rodney Dangerfield, född Jacob Cohen den 22 november 1921 i Babylon, Long Island, New York, död 5 oktober 2004 i Los Angeles, Kalifornien, var en amerikansk skådespelare, ståuppkomiker och manusförfattare känd för sina oneliners. Han dog i sviterna efter en hjärtoperation.

## Filmografi (urval)

### Filmroller
- 1980 – Tom i bollen - Al Czervik
- 1983 – Easy Money - Monty
- 1986 – Back to School - Thornton Melon
- 1988 – Borta bra men hemma bäst (film) - lånemäklare
- 1991 – Hunden Rover tar semester - Rover Dangerfield
- 1992 – Ladybugs - panik på planen - Chester Lee
- 1994 – Natural Born Killers - Mallorys far
- 1995 – Casper - sig själv
- 1997 – Casper - det magiska äventyret - Johnny Hunt
- 1997 – Wally Sparks - Wally Sparks
- 2000 – Little Nicky - Lucifer

### Roller i TV-serier
- 1996 – Simpsons - Larry Burns, 1 avsnitt
- 1996 – Kära Susan - Artie, 1 avsnitt
- 1997 – Tummen mitt i handen - sig själv, 1 avsnitt

### Manus
- 1983 – Easy Money
- 1986 – Back to School
- 1991 – Hunden Rover tar semester
- 1997 – Wally Sparks